# 甦る「幻影城」
『甦る「幻影城」』（よみがえるげんえいじょう）は、探偵小説専門誌『幻影城』（1975年 - 1979年）に掲載された短編作品のアンソロジー。角川書店より1997年・1998年刊。全3巻。

## 概要
I 新人賞傑作選
全4回実施された幻影城新人賞の入選・佳作作品のうち、加藤公彦「殺人・弥三郎節」（第2回佳作）、辻蟻郎「拒まれた死」（第2回佳作）、高羽融二「異次元の構図」（第3回佳作）、津端英二「鶏の子（とりのこ）」（第4回佳作）を除いた8編が収録されている。
II 幻の名作
『幻影城』では、新人賞の作家以外に、『新青年』や『宝石』など、戦前・戦後の探偵小説誌で活躍した作家も新たに作品を書き下ろした。2巻には、しばらく筆を置いていた作家たちの新作が11編収録されている。
III 不朽の名作
『幻影城』刊行時にすでにベテランとして活躍していた作家、幻影城推薦新人としてデビューした作家、同時代に別の雑誌からデビューした作家など、多様な作家による11編の作品が収録されている。

## 収録作品
- 甦る「幻影城」I 探偵小説誌 新人賞傑作選 （1997年8月、角川書店 カドカワ・エンタテインメント）ISBN 978-4047881051
  - 探偵小説専門誌『幻影城』の四年半（山前譲）
  - 第1回入選 - 村岡圭三「乾谷（ワディ）」
  - 第1回佳作 - 泡坂妻夫「DL2号機事件」
  - 第1回佳作 - 田中文雄「さすらい」
  - 第2回佳作 - 霜月信二郎「炎の結晶」
  - 第3回入選 - 連城三紀彦「変調二人羽織」
  - 第3回入選 - 堊城白人「蒼月宮殺人事件」
  - 第3回入選 - 田中芳樹「緑の草原に……」
  - 第4回佳作 - 中上正文「贋作たけくらべ」
  - 『幻影城』のころ（泡坂妻夫）
  - 新人賞の思い出（二上洋一）

- 甦る「幻影城」II 探偵小説誌 幻の名作 （1997年11月、角川書店 カドカワ・エンタテインメント）ISBN 978-4047881143
  - 『幻影城』で蘇った探偵作家たち（山前譲）
  - 本田緒生「謎の殺人」　
  - 地味井平造「人攫い」　
  - 瀬下耽「やさしい風」　
  - 水上呂理「石は語らず」　
  - 光石介太郎「三番館の蒼蠅」　
  - 朝山蜻一「フロイトの可愛い娘」　
  - 氷川瓏「陽炎の家」　
  - 香住春吾「暗い墓場」　
  - 宮原龍雄「マクベス殺人事件」　
  - 狩久「らいふ&です・おぶ・Q&ナイン」　
  - 新羽精之「天童奇蹟」
  - 特別付録 探偵小説誌『幻影城』作者別索引（山前譲編）

- 甦る「幻影城」III 探偵小説誌 不朽の名作 （1998年3月、角川書店 カドカワ・エンタテインメント）ISBN 978-4047881198
  - 『幻影城』と現代作家（山前譲）
  - 日影丈吉「吸血鬼」
  - 天藤真「多すぎる証人」
  - 宮田亜佐「お精霊舟（おしょうろぶね）」
  - 筑波耕一郎「密室のレクイエム」
  - 藤木靖子「微笑の憎悪」
  - 石沢英太郎「若い悪魔たち」
  - 藤村正太「影の殺意」
  - 仁木悦子「最も高級なゲーム」
  - 竹本健治「陥穽」
  - 中井英夫「殺人者の憩いの家」
  - 赤川次郎「五分間の殺意」

IIIのみ文庫版が刊行されている。収録内容は同じ。
- 幻影城 探偵小説誌 不朽の名作（2000年6月、角川書店 角川ホラー文庫）ISBN 978-4043545018